# Виборчий округ 117
Виборчий округ 117 — виборчий округ у Львівській області. В сучасному вигляді був утворений 28 квітня 2012 постановою ЦВК №82 (до цього моменту існувала інша система виборчих округів). Окружна виборча комісія цього округу розташовується в будівлі Франківської районної адміністрації Львівської міської ради за адресою м. Львів, вул. Генерала Чупринки, 85.
До складу округу входять Галицький і Франківський райони, частина Шевченківського району (мікрорайони Клепарів та Фридрихівка) міста Львів. Виборчий округ 117 межує з округом 116 на заході, з округом 115 на сході та з округом 118 на півдні і на півночі. Виборчий округ №117 складається з виборчих дільниць під номерами 461848-461875, 462036-462091, 462093-462094, 462130-462136, 462153, 462156 та 462158.

## Народні депутати від округу
| Ім'я                     | Фото | Партія               | Скликання | Дата набуття повноважень | Дата припинення повноважень |
| ------------------------ | ---- | -------------------- | --------- | ------------------------ | --------------------------- |
| Васюник Ігор Васильович  |      | Батьківщина          | 7-ме      | 12 грудня 2012           | 27 листопада 2014           |
| Юринець Оксана Василівна |      | Блок Петра Порошенка | 8-ме      | 27 листопада 2014        | 29 серпня 2019              |
| Рущишин Ярослав Іванович |      | Голос                | 9-те      | 29 серпня 2019           | 24 липня 2025               |

## Результати виборів

### Парламентські

#### 2019
Кандидати-мажоритарники:
- Рущишин Ярослав Іванович (Голос)
- Юринець Оксана Василівна (самовисування)
- Фединяк Роман Анатолійович (Слуга народу)
- Стецьків Тарас Степанович (Громадянська позиція)
- Шевців Андрій Володимирович (Самопоміч)
- Ніцой Лариса Миколаївна (Народний рух України)
- Тенюх Ігор Йосифович (Свобода)
- Шмігель Назарій Олегович (Батьківщина)
- Матковський Іван Йосипович (самовисування)
- Зірченко Юрій Петрович (самовисування)
- Стахів Остап Васильович (самовисування)
- Стех Юрій Ярославович (самовисування)
- Мицак Михайло Богданович (самовисування)
- Галайко Руслан Леонович (Патріот)
- Пілат Віктор Юрійович (самовисування)

#### 2014
Кандидати-мажоритарники:
- Юринець Оксана Василівна (Блок Петра Порошенка)
- Брезіцький Роман Романович (Народний фронт)
- Садовий Віталій Степанович (самовисування)
- Васюта Михайло Михайлович (Радикальна партія)
- Семчишин Роман Андрійович (Українська республіканська партія)
- Коць Ігор Вікторович (Батьківщина)
- Стахів Остап Васильович (самовисування)
- Мачеус Оксана Василівна (самовисування)
- Борис Іван Антонович (Заступ)
- Шевчук Ольга Ігорівна (самовисування)
- Супрун Ірина Анатоліївна (самовисування)
- Пилипенко Олег Владиславович (самовисування)

#### 2012
Кандидати-мажоритарники:
- Васюник Ігор Васильович (Батьківщина)
- Стецьків Тарас Степанович (самовисування)
- Юринець Оксана Василівна (УДАР)
- Баран Олег Володимирович (Партія регіонів)
- Ткаченко Юрій Миколайович (Комуністична партія України)
- Соскін Олег Ігорович (Українська національна консервативна партія)
- Садовий Віталій Степанович (самовисування)
- Василишин Іван Йосипович (Конгрес українських націоналістів)
- Данилків Мирослав Іванович (Наша Україна)
- Волошина Оксана Петрівна (Україна — Вперед!)
- Куспись Світлана Анатоліївна (самовисування)
- Оксенчук Надія Володимирівна (Нова політика)
- Войцеховський Олег Ігорович (самовисування)
- Бебик Валерій Михайлович (самовисування)
- Лінський Микола Васильович (самовисування)

## Явка
Явка виборців на окрузі: